# Vertrouwen (schip, 1959)
De VERTROUWEN is een vrachtschip dat voldoet aan de eisen van een varend monument, ware het niet dat het nog in de beroepsvaart werkzaam is en niet is opgenomen in het Register Varend Erfgoed Nederland. Het is tegenwoordig een van de kleinere binnenschepen in de markt, naar moderne maatstaven. De moderne vloot grote binnenschepen is vaak rond de 80, 110 of 135 meter lang.
Het schip is na de bouw een aantal jaren eigendom gebleven van de werf. Het werd in 1977 ingekort, er werden een aantal meters tussenuit gehaald.
Het werd van dezelfde tekening gebouwd, met dezelfde afmetingen, als het eerder gebouwde zusterschip FRANSINA met thuishaven Veere, dat later is gaan varen als de LADY JANE van schipper Korterink.

## Liggers Scheepmetingsdienst[1]
| Meetnummer  | District en volgnr. | Meetdatum        | Meetplaats | Lengte (m) | Breedte (m) | Inzinking (m) | Waterverplaatsing (ton) | Naam       | Eigenaar | Domicilie |
| ----------- | ------------------- | ---------------- | ---------- | ---------- | ----------- | ------------- | ----------------------- | ---------- | -------- | --------- |
|             |                     | 26 augustus 1959 |            |            |             |               |                         | SATURNE    |          |           |
| R33699N     | Rotterdam 33699     | 31 juli 1970     | –          | 54 m 73 cm | 6 m 60 cm   | 2 m 72 cm     | 699,601 ton             | BETSY      | -        | -         |
| Andere naam |                     |                  |            |            |             |               |                         | DIJO       |          |           |
| R39033N     | Rotterdam 39033     | 31 juli 1975     | –          | 54 m 73 cm | 6 m 64 cm   | 2 m 72 cm     | 680,962 ton             | DI-JO      | -        | -         |
| G13583N     | Groningen 13583     | 29 maart 1977    | –          | 52 m 15 cm | 6 m 64 cm   | 2 m 73 cm     | 650,139 ton             | VERTROUWEN | -        | -         |
| RN3533      | Rotterdam 3533      | 6 februari 1984  | –          | 52 m 15 cm | 6 m 64 cm   | 2 m 72 cm     | 619,474 ton             | VERTROUWEN | -        | -         |